# アレクサンダー・シンクレア (第9代ケイスネス伯爵)
第9代ケイスネス伯爵アレクサンダー・シンクレア（英語: Alexander Sinclair, 9th Earl of Caithness、1684年ごろ – 1765年12月9日）は、スコットランド貴族。スコットランド王国議会でスコットランド王国とイングランド王国の合同に反対した。

## 生涯
第8代ケイスネス伯爵ジョン・シンクレアとジーン・カーマイケル（Jean Carmichael）の息子として、1684年ごろに生まれた。
1705年に父が死去すると、ケイスネス伯爵位を継承、1706年12月17日にスコットランド王国議会に初登院した。議会では合同法の全ての条項に反対票を投じた。結局合同はなされたが、ケイスネス伯爵はその後も50年以上生き、1765年に死去した時点ではスコットランド王国議会の議員だった貴族のうち最後の生き残りであった。
1765年12月9日、ケイスネスのハイマー城（Haimer Castle）で死去した。遠戚にあたるウィリアム・シンクレア（9代伯爵の祖父ジェームズの弟ジョンの来孫）が爵位を継承した。9代伯爵は1761年の遺言状で娘ドロシアや10代伯爵を排除し、領地の継承順位を自身の男子相続人（heirs male）、弟フランシス（Francis、1762年3月2日に子供のないまま死去）およびその男子相続人（heirs male）、ウッドホール卿ジョージ・シンクレア（George Sinclair, Lord Woodhall、スコットランド民事控訴院の判事）およびその男子相続人（nearest lawful heir male）、自身の最近親という順番に定めた。これにより9代伯爵の死後にドロシアと第6代準男爵サー・ジョン・シンクレア（1789年没、ウッドホール卿の男子相続人）の間で裁判になり、1766年に民事控訴院でシンクレアの主張を認める判決が下された後、控訴先の貴族院でも1767年に民事控訴院の判決が再確認された。爵位については9代伯爵の叔父デイヴィッド（1710年代没）の孫ジェームズ・シンクレア（1788年1月11日没）が1765年に爵位継承を主張したが、父デイヴィッド（1701年2月 – 1760年ごろ）が祖父の嫡出子であると証明できず、1768年11月にはウィリアム・シンクレアが男子相続人として確定した。ジェームズは1779年にも再び爵位継承を主張したが、やはり失敗している。
9代伯爵が居城としていたケイスネスのハイマー城はその死後に荒廃し、19世紀末にはその痕跡すら残っていなかった。

## 家族
1738年2月15日、マーガレット・プリムローズ（Margaret Primrose、1785年10月7日没、初代ローズベリー伯爵アーチボルド・プリムローズの次女）と結婚、1女をもうけた。
- ドロシア（1739年4月4日 – 1818年9月30日） - 1766年6月4日に第2代ファイフ伯爵ジェームズ・ダフ（英語版）と結婚したが、1771年ごろに離婚した